# Skanderborgvej (Aarhus)
Skanderborgvej er en af de otte radiale hovedveje der fører ind til Aarhus, de syv andre er Grenåvej, Randersvej, Viborgvej, Silkeborgvej, Århus Syd Motorvejen, Gl. Horsens Landevej og Oddervej. Vejen er en del af hovedlandevej 170.

## Linieføring
Skanderborgvej starter i Skanderborg og går parallelt med E45. Den har mange navne fra Skanderborg og op til vest for Viby. Strækningen mellem Ravnsbjergvej og Viby Torv er en del af Ring 2. På Frederiksbjerg ved Harald Jensens Plads skifter vejen navn til De Mezas Vej og kort efter til Frederiks Allé. Denne vej fortsætter til Rådhuspladsen.